# جون أش
جون أش (بالإنجليزية: John Ash)‏ هو كاتب وشاعر بريطاني، ولد في 29 يونيو 1948 في مانشستر في المملكة المتحدة.

## وصلات خارجية
- جون أش على موقع ميوزك برينز (الإنجليزية)